# Tournoi des Six Nations 2000
Cet article traite de l'épreuve masculine. Pour la compétition féminine, voir Tournoi des Cinq Nations féminin 2000.
Pour un article plus général, voir Tournoi des Six Nations.
Navigation
Tournoi 1999 Tournoi 2001
Le Tournoi des Six Nations 2000 se déroule du 5 février au 2 avril 2000. C'est le premier Tournoi à Six Nations avec l'intégration de l'Italie qui gagne à Rome son premier match (34-20) face à l'Écosse pourtant tenante du titre du tout dernier Tournoi des Cinq Nations 1999, et alors qu'elle avait presque battu toutes les autres nations majeures européennes en 1998 et 1999. Cette victoire de l'Italie restera longtemps sans lendemain.
Il s'agit aussi d'une édition très riche sur le plan offensif.

## Les stades
| Cardiff                          | Dublin                       | Édimbourg                         |
| -------------------------------- | ---------------------------- | --------------------------------- |
| Millennium Stadium 74 500 places | Lansdowne Road 49 000 places | Murrayfield Stadium 67 000 places |
|                                  |                              |                                   |
| Londres                          | Rome                         | Saint-Denis                       |
| Twickenham 80 000 places         | Stade Flaminio 25 000 places | Stade de France 81 338 places     |
|                                  |                              |                                   |

## Acteurs du tournoi des Six Nations

Participants au Tournoi des Six Nations.

### Joueurs

#### Angleterre
| Entraîneur | Entraîneur             | Clive Woodward                                                    |
| Avants     | Pilier                 | Darren Garforth, Jason Leonard, Phil Vickery, Trevor Woodman      |
| Avants     | Talonneur              | Phil Greening, Neil McCarthy                                      |
| Avants     | Deuxième ligne         | Garath Archer, Simon Shaw                                         |
| Avants     | Troisième ligne aile   | Neil Back, Kieron Dawson, Martin Corry, Richard Hill, Joe Worsley |
| Avants     | Troisième ligne centre | Lawrence Dallaglio                                                |
| Arrières   | Demi de mêlée          | Andy Gomarsall, Matt Dawson , Austin Healey                       |
| Arrières   | Demi d'ouverture       | Alex King, Jonny Wilkinson                                        |
| Arrières   | Centre                 | Mike Tindall, Mike Catt                                           |
| Arrières   | Ailier                 | Iain Balshaw, Ben Cohen                                           |
| Arrières   | Arrière                | Matt Perry                                                        |

#### Écosse
| Entraîneur | Entraîneur             | Ian McGeechan                                                                   |
| Avants     | Pilier                 | George Graham, Dave Hilton, Gordon McIlwham, Tom Smith, Mattie Stewart          |
| Avants     | Talonneur              | Steve Brotherstone, Gordon Bulloch, Robbie Russell, Steve Scott                 |
| Avants     | Deuxième ligne         | Stuart Grimes, Richard Metcalfe, Scott Murray, Doddie Weir                      |
| Avants     | Troisième ligne aile   | Martin Leslie, Cameron Mather, Budge Pountney, Stuart Reid, Jason White         |
| Avants     | Troisième ligne centre | Gordon Simpson                                                                  |
| Arrières   | Demi de mêlée          | Graeme Beveridge, Andy Nicol, Bryan Redpath                                     |
| Arrières   | Demi d'ouverture       | Duncan Hodge, Gregor Townsend                                                   |
| Arrières   | Centre                 | Alan Bulloch, John Leslie, Jamie Mayer, James McLaren, Craig Moir, Graham Shiel |
| Arrières   | Ailier                 | Kenny Logan, Shaun Longstaff                                                    |
| Arrières   | Arrière                | Glenn Metcalfe, Chris Paterson                                                  |

#### France
| Entraîneur | Entraîneur             | Bernard Laporte                                                                                        |
| Avants     | Pilier                 | Christian Califano, Pieter de Villiers, Franck Tournaire                                               |
| Avants     | Talonneur              | Marc Dal Maso, Raphaël Ibanez                                                                          |
| Avants     | Deuxième ligne         | Franck Belot, Olivier Brouzet, Jean Daudé, Fabien Pelous , Legi Matiu, Hugues Miorin                   |
| Avants     | Troisième ligne aile   | Abdelatif Benazzi, Serge Betsen, Sébastien Chabal, Arnaud Costes, Olivier Magne, Lionel Mallier        |
| Avants     | Troisième ligne centre | Thomas Lièvremont                                                                                      |
| Arrières   | Demi de mêlée          | Fabien Galthié, Aubin Hueber, Christophe Laussucq                                                      |
| Arrières   | Demi d'ouverture       | Jean-Baptiste Élissalde, Christophe Lamaison, Alain Penaud, Gérald Merceron                            |
| Arrières   | Centre                 | Cédric Desbrosse, Richard Dourthe, Stéphane Glas, Thomas Lombard                                       |
| Arrières   | Ailier                 | Philippe Bernat-Salles, David Bory, Christophe Dominici, Cédric Heymans, Émile Ntamack, David Venditti |
| Arrières   | Arrière                | Thomas Castaignède                                                                                     |

#### Galles
| Entraîneur | Entraîneur             | Graham Henry                                                               |
| Avants     | Pilier                 | Spencer John, Scott Quinnell, Peter Rogers, Dai Young                      |
| Avants     | Talonneur              | Garin Jenkins, Robin McBryde, Barry Williams                               |
| Avants     | Deuxième ligne         | Nathan Budgett, Ian Gough, Craig Quinnell, Mike Voyle, Chris Wyatt         |
| Avants     | Troisième ligne aile   | Colin Charvis, Alix Popham, Brett Sinkinson, Martyn Williams               |
| Avants     | Troisième ligne centre | Emyr Lewis, Geraint Lewis                                                  |
| Arrières   | Demi de mêlée          | Rob Howley, Rupert Moon, Andy Moore, Richard Smith                         |
| Arrières   | Demi d'ouverture       | Neil Jenkins, Stephen Jones                                                |
| Arrières   | Centre                 | Allan Bateman, Scott Gibbs, Jason Jones-Hughes, Mark Taylor, Gareth Thomas |
| Arrières   | Ailier                 | Dafydd James, Rhys Williams, Shane Williams                                |
| Arrières   | Arrière                | Matt Cardey, Shane Howarth                                                 |

#### Irlande
| Entraîneur | Entraîneur             | Warren Gatland                                                            |
| Avants     | Pilier                 | Peter Clohessy, Justin Fitzpatrick, John Hayes, Paul Wallace              |
| Avants     | Talonneur              | Frankie Sheahan, Keith Wood                                               |
| Avants     | Deuxième ligne         | Bob Casey, Mick Galwey, Paddy Johns, Malcolm O'Kelly                      |
| Avants     | Troisième ligne aile   | Trevor Brennan, Jeremy Davidson, Kieron Dawson, Simon Easterby, Andy Ward |
| Avants     | Troisième ligne centre | Anthony Foley, Dion O'Cuinneagain                                         |
| Arrières   | Demi de mêlée          | Guy Easterby, Peter Stringer, Tom Tierney                                 |
| Arrières   | Demi d'ouverture       | Eric Elwood, David Humphreys, Ronan O'Gara                                |
| Arrières   | Centre                 | Rob Henderson, Kevin Maggs, Mike Mullins, Brian O'Driscoll                |
| Arrières   | Ailier                 | Justin Bishop, Denis Hickie, Shane Horgan                                 |
| Arrières   | Arrière                | Girvan Dempsey, Conor O'Shea                                              |

#### Italie
| Entraîneur | Entraîneur             | Brad Johnstone                                                                                               |
| Avants     | Pilier                 | Massimo Cuttitta, Giampiero de Carli, Andrea Lo Cicero, Alessandro Moreno, Tino Paoletti, Salvatore Perugini |
| Avants     | Talonneur              | Alessandro Moscardi, Carlo Orlandi                                                                           |
| Avants     | Deuxième ligne         | Walter Cristofoletto, Andrea Gritti, Giuseppe Lanzi, Laurent Travini, Wim Visser                             |
| Avants     | Troisième ligne aile   | Orazio Arancio, Mauro Bergamasco, Massimo Giovanelli, Aaron Persico                                          |
| Avants     | Troisième ligne centre | Carlo Checchinato, Andrea de Rossi                                                                           |
| Arrières   | Demi de mêlée          | Matteo Mazzantini, Giampiero Mazzi, Alessandro Troncon                                                       |
| Arrières   | Demi d'ouverture       | Diego Domínguez, Andrea Scanavacca                                                                           |
| Arrières   | Centre                 | Manuel Dallan, Luca Martin, Giacomo Preo, Marco Rivaro, Cristian Stoica                                      |
| Arrières   | Ailier                 | Denis Dallan, Juan Sebastian Francesio, Nicola Mazzucato, Nick Zisti                                         |
| Arrières   | Arrière                | Corrado Pilat, Matt Pini                                                                                     |

### Arbitres
| FIRA-AER | FORU                                                         | CAR               | SAR            |
| --- | ------------------------------------------------------------ | ----------------- | -------------- |
| - Steve Lander - Chris White - Joël Dumé - Alan Lewis - David McHugh - Jim Fleming - Iain Ramage - Derek Bevan - Clayton Thomas | - Andrew Cole - Stuart Dickinson - Paul Honiss - Steve Walsh | - Jonathan Kaplan | - Pablo Deluca |

## Les matches
Les heures sont données dans les fuseaux utilisés par les pays participants : WET (UTC+0) dans les îles Britanniques et CET (UTC+1) en France et en Italie.
| Stade de Twickenham, Londres à 15 heures (Millennium Trophy) | Angleterre     | 50 – 18 | Irlande |
| Stade Flaminio, Rome à 15 heures                             | Italie         | 34 – 20 | Écosse  |
| Millennium Stadium, Cardiff à 15 heures                      | Pays de Galles | 3 – 36  | France  |

| Stade de France, Saint-Denis à 15 heures              | France         | 9 – 15  | Angleterre |
| Lansdowne Road, Dublin à 15 heures (Centenary Quaich) | Irlande        | 44 – 22 | Écosse     |
| Millennium Stadium, Cardiff à 15 heures               | Pays de Galles | 47 – 16 | Italie     |

| Stade de Twickenham, Londres à 15 heures  | Angleterre | 46 – 12 | Pays de Galles |
| Lansdowne Road, Dublin à 15 heures        | Irlande    | 60 – 13 | Italie         |
| Murrayfield Stadium, Édimbourg à 15heures | Écosse     | 16 – 28 | France         |

| Stade Flaminio, Rome à 15 heures                  | Italie         | 12 – 59 | Angleterre |
| Millennium Stadium, Cardiff à 15 heures           | Pays de Galles | 26 – 18 | Écosse     |
| Stade de France, Saint-Denis, 19 mars à 15 heures | France         | 25 – 27 | Irlande    |

| Stade de France, Saint-Denis, 1er avril à 15 heures                   | France  | 42 – 31 | Italie         |
| Lansdowne Road, Dublin, 1er avril à 15 h 00                           | Irlande | 19 – 23 | Pays de Galles |
| Murrayfield Stadium, Édimbourg, le 2 avril à 15 heures (Calcutta Cup) | Écosse  | 19 – 13 | Angleterre     |

## Classement final
| Rang | Nation         | J | V | N | D | Pm  | Pe  | Diff | Pts |
| ---- | -------------- | - | - | - | - | --- | --- | ---- | --- |
| 1    | Angleterre     | 5 | 4 | 0 | 1 | 183 | 70  | +113 | 8   |
| 2    | France         | 5 | 3 | 0 | 2 | 140 | 92  | +48  | 6   |
| 3    | Irlande        | 5 | 3 | 0 | 2 | 168 | 133 | +35  | 6   |
| 4    | Pays de Galles | 5 | 3 | 0 | 2 | 111 | 135 | -24  | 6   |
| 5    | Écosse (T)     | 5 | 1 | 0 | 4 | 95  | 145 | -50  | 2   |
| 6    | Italie         | 5 | 1 | 0 | 4 | 106 | 228 | -122 | 2   |

|  | Vainqueur du Tournoi 2000 |
|  | T : tenant du titre 1999. |

- Attribution des points de classement :
deux points pour une victoire, un point en cas de match nul, rien pour une défaite.
- Règles de classement[1] :
1. points de classement ; 2. différence de points terrain ; 3. nombre d'essais marqués ; 4. titre partagé.

## Statistiques individuelles

### Meilleurs marqueurs
| Rang | Joueur             | Nation         | Essais |
| ---- | ------------------ | -------------- | ------ |
| 1    | Ben Cohen          | Angleterre     | 5      |
| 1    | Brian O'Driscoll   | Irlande        | 5      |
| 1    | Austin Healey      | Angleterre     | 5      |
| 4    | Shane Horgan       | Irlande        | 4      |
| 5    | Shane Williams     | Pays de Galles | 3      |
| 5    | Thomas Castaignède | France         | 3      |
| 7    | Martin Leslie      | Écosse         | 2      |
| 7    | Alessandro Troncon | Italie         | 2      |
| 7    | Neil Back          | Angleterre     | 2      |
| 7    | Luca Martin        | Italie         | 2      |
| 7    | Matt Dawson        | Angleterre     | 2      |
| 7    | Olivier Magne      | France         | 2      |
| 7    | Lawrence Dallaglio | Angleterre     | 2      |

### Meilleurs réalisateurs
| Rang | Joueur          | Nation     | Points | Essais | Tr. | Pén. | Drops |
| ---- | --------------- | ---------- | ------ | ------ | --- | ---- | ----- |
| 1    | Jonny Wilkinson | Angleterre | 78     | 0      | 12  | 18   | 0     |
| 2    | Diego Domínguez | Italie     | 63     | 0      | 9   | 10   | 5     |
| 3    | Ronan O'Gara    | Irlande    | 58     | 0      | 11  | 12   | 0     |

## Première journée

### Angleterre - Irlande
(mt : 25 - 3)
Homme du match :
Points marqués, :

 Angleterre
- 6 essais : Cohen 18e, 80e
Healey (2)
Tindall
Back 43e
- 4 transformations : Wilkinson 18e, ?, ?, ?
- 4 pénalités : Wilkinson

 Irlande
- 2 essais : Maggs
Galwey
- 1 transformation : Humphreys
- 2 pénalités : Humphreys

Évolution du score : 3-0, 6-0, 13-0, 20-0, 20-3, 25-3, mt, 32-3, 35-3, 35-6, 35-13, 35-18, 38-18, 43-18, 50-18
Arbitre : Steve Walsh 
Composition des équipes

 Angleterre

Titulaires : 15 Matt Perry, 14 Austin Healey, 13 Mike Tindall, 12 Mike Catt, 11 Ben Cohen, 10 Jonny Wilkinson, 9 Matt Dawson (cap.), 8 Lawrence Dallaglio, 7 Neil Back, 6 Richard Hill, 5 Simon Shaw, 4 Garath Archer, 3 Phil Vickery, 2 Phil Greening, 1 Jason Leonard

Remplaçants : 16 Neil McCarthy, 17 Trevor Woodman, 18 Martin Corry, 19 Joe Worsley, 20 Andy Gomarsall, 21 Alex King, 22 Iain Balshaw

Entraîneur : Clive Woodward 

 Irlande

Titulaires : 15 Conor O'Shea, 14 Justin Bishop, 13 Brian O'Driscoll, 12 Mike Mullins, 11 Kevin Maggs, 10 David Humphreys, 9 Tom Tierney, 8 Anthony Foley, 7 Kieron Dawson, 6 Dion O'Cuinneagain, 5 Malcolm O'Kelly, 4 Robert Casey, 3 Paul Wallace, 2 Keith Wood (cap.), 1 Peter Clohessy

Remplaçants : 16 Frankie Sheahan, 17 Justin Fitzpatrick, 18 Mick Galwey, 19 Trevor Brennan, 20 Peter Stringer, 21 Eric Elwood, 22 Girvan Dempsey
Entraîneur :Warren Gatland 

### Italie - Écosse
(mt : 12-10)
Homme du match :
Points marqués :

 Italie
- 1 essai : de Carli 79e
- transformation : Dominguez
- 6 pénalités Dominguez : 23e, 32e, 39e, 40e+3, 53e, 54e
- 3 drops Dominguez : 42e, 47e, 68e

 Écosse
- 2 essais : Bulloch 36e
M.Leslie 80e+2
- transformations : Logan 36e
Townsend 80e+2
- 1 pénalité : Townsend 55e
- 1 drop : Townsend 18e.

Évolution du score : 0-3, 3-3, 6-3, 6-10, 9-10, 12-10, mt, 15-10, 18-10, 18-17, 21-17, 24-17, 27-17, 27-20, 34-20
Arbitre : Jonathan Kaplan 
Composition des équipes

 Italie

Titulaires : 15 Matt Pini, 14 Denis Dallan, 13 Manuel Dallan, 12 Luca Martin, 11 Cristian Stoica, 10 Diego Dominguez, 9 Alessandro Troncon (cap.), 8 Wilhelmus Visser, 7 Mauro Bergamasco, 6 Massimo Giovanelli, 5 Andrea Gritti, 4 Carlo Checchinato, 3 Tino Paoletti, 2 Alessandro Moscardi, 1 Massimo Cuttitta

Remplaçants : 16 Carlo Orlandi, 17 Giampiero de Carli, 18 Giuseppe Lanzi, 19 Aaron Persico, 20 Matteo Mazzantini, 21 Andrea Scanavacca, 22 Marco Rivaro

Entraîneur : Brad Johnstone 

 Écosse

Titulaires : 15 Glenn Metcalfe, 14 Shaun Longstaff, 13 Jamie Mayer, 12 John Leslie (cap.), 11 Kenny Logan, 10 Gregor Townsend, 9 Bryan Redpath, 8 Gordon Simpson, 7 Budge Pountney, 6 Martin Leslie, 5 Stuart Grimes, 4 Scott Murray, 3 Mattie Stewart, 2 Gordon Bulloch, 1 Tom Smith

Remplaçants : 16 Robbie Russell, 17 Dave Hilton, 18 Doddie Weir, 19 Stuart Reid, 20 Andy Nicol, 21 Duncan Hodge, 22 James McLaren

Entraîneur : Ian McGeechan 

### Galles - France
(mt : 3 – 9)

Homme du match :
Points marqués, :

 Pays de Galles
- 1 pénalité : Jenkins 14e
- (carton jaune : Quinnell 2e mt)

 France
- 3 essais : Magne 55e
Castaignède 57e
Ntamack 80e
- 3 transformations : Lamaison
- 4 pénalités :  Lamaison 27e, 35e, 49e, 77e
- 1 drop : Lamaison 23e
- (carton jaune : Venditti 2e mt)

Évolution du score : 3-0, 3-3, 3-6, 3-9, mt, 3-12, 3-19, 3-26, 3-29, 3-36
Arbitre : Chris White 
Composition des équipes

 Pays de Galles

Titulaires : 15 Shane Howarth, 14 Gareth Thomas, 13 Mark Taylor, 12 Jason Jones-Hughes, 11 Dafydd James, 10 Neil Jenkins, 9 Rob Howley, 8 Scott Quinnell, 7 Brett Sinkinson, 6 Colin Charvis, 5 Chris Wyatt, 4 Ian Gough, 3 David Young (cap.), 2 Garin Jenkins, 1 Peter Rogers

Remplaçants : 16 Barry Williams, 17 Spencer John, 18 Mike Voyle, 19 Geraint Lewis, 20 Richard Smith, 21 Stephen Jones, 22 Shane Williams

Entraîneur : Graham Henry 

 France

Titulaires : 15 Thomas Castaignède, 14 Émile Ntamack, 13 Richard Dourthe, 12 Thomas Lombard, 11 Christophe Dominici, 10 Christophe Lamaison, 9 Fabien Galthié, 8 Fabien Pelous (cap.), 7 Olivier Magne, 6 Abdelatif Benazzi, 5 Olivier Brouzet, 4 Legi Matiu, 3 Franck Tournaire, 2 Marc Dal Maso, 1 Christian Califano

Remplaçants : 16 Raphaël Ibañez, 17 Pieter de Villiers, 18 Serge Betsen, 19 Thomas Lièvremont, 20 Christophe Laussucq, 21 Alain Penaud, 22 David Venditti

Entraîneur : Bernard Laporte 

## Deuxième journée

### France - Angleterre
(mt : 0-9)
Homme du match :
Points marqués, :

 France
- pénalités 3/5 : Dourthe 45e, 51e, 73e
- (cartons jaunes : Brouzet 30e, Betsen 66e)

 Angleterre
- pénalités 5/6 : Wilkinson 12e, 19e, 30e, 56e, 66e
- (cartons jaunes : Shaw 75e, Healey 80e)

Évolution du score :
0-3, 0-6, 0-9, mt, 3-9, 6-9, 6-12, 6-15, 9-15
Arbitre : Stuart Dickinson 
Résumé

Dans un match sans essai, première victoire de l'Angleterre à Paris/Saint-Denis depuis 1994 par vertu du pied de Wilkinson qui inscrit cinq pénalités.

Composition des équipes

 France

Titulaires : 15 Richard Dourthe, 14 Émile Ntamack, 13 David Venditti, 12 Thomas Lombard, 11 Christophe Dominici, 10 Thomas Castaignède, 9 Fabien Galthié, 8 Fabien Pelous (cap), 7 Olivier Magne, 6 Abdelatif Benazzi, 5 Olivier Brouzet, 4 Legi Matiu, 3 Franck Tournaire, 2 Marc Dal Maso, 1 Christian Califano

Remplaçants : 16 Raphaël Ibañez, 17 Pieter de Villiers, 18 Thomas Lièvremont, 19 Serge Betsen, 20 Christophe Laussucq, 21 Stéphane Glas, 22 Cédric Desbrosse

Entraîneur : Bernard Laporte 

 Angleterre

Titulaires : 15 Matt Perry, 14 Austin Healey, 13 Mike Tindall, 12 Mike Catt, 11 Ben Cohen, 10 Jonny Wilkinson, 9 Matt Dawson (cap), 8 Lawrence Dallaglio, 7 Neil Back, 6 Richard Hill, 5 Simon Shaw, 4 Garath Archer, 3 Phil Vickery, 2 Phil Greening, 1 Jason Leonard

Remplaçants : 16 Neil McCarthy, 17 Trevor Woodman, 18 Martin Corry, 19 Joe Worsley, 20 Andy Gomarsall, 21 Alex King, 22 Iain Balshaw

Entraîneur : Clive Woodward 

### Irlande - Écosse
(mt : 13-10)
Homme du match :
Points marqués :

 Irlande

- 5 essais : O'Kelly 27e
Horgan 42e
Humphreys 56e
O'Driscoll 67e
Wood 72e
- 5 transformations : O'Gara 27e, 42e
Humphreys 56e, 67e, 72e
- 3 pénalités : O'Gara 38e, 40e
Humphreys 60e

 Écosse
- 3 essais : Logan 19e
Metcalfe 76e
George Graham 80e+1
- 2 transformations : Logan 19e, 76e
- 1 pénalité Logan : 3e

Évolution du score : 0-3, 0-10, 7-10, 10-10, 13-10, mt, 20-10, 27-10, 30-10, 37-10, 44-10, 44-17, 44-22
Arbitre : Joël Dumé 
Composition des équipes

 Irlande

Titulaires : 15 Girvan Dempsey, 14 Shane Horgan, 13 Brian O'Driscoll, 12 Mike Mullins, 11 Denis Hickie, 10 Ronan O'Gara, 9 Peter Stringer, 8 Anthony Foley, 7 Kieron Dawson, 6 Simon Easterby, 5 Malcolm O'Kelly, 4 Mick Galwey, 3 John Hayes, 2 Keith Wood (cap.), 1 Peter Clohessy

Remplaçants : 16 Frankie Sheahan, 17 Justin Fitzpatrick, 18 Jeremy Davidson, 19 Trevor Brennan, 20 Guy Easterby, 21 David Humphreys, 22 Rob Henderson

Entraîneur : Warren Gatland 

 Écosse

Titulaires : 15 Glenn Metcalfe, 14 Shaun Longstaff, 13 Jamie Mayer, 12 Graham Shiel, 11 Kenny Logan, 10 Gregor Townsend, 9 Bryan Redpath (cap.), 8 Gordon Simpson, 7 Budge Pountney, 6 Martin Leslie, 5 Stuart Grimes, 4 Scott Murray, 3 Mattie Stewart, 2 Gordon Bulloch, 1 Tom Smith

Remplaçants : 16 Robbie Russell, 17 George Graham, 18 Doddie Weir, 19 Stuart Reid, 20 Andy Nicol, 21 Duncan Hodge, 22 James McLaren

Entraîneur : Ian McGeechan 

### Galles - Italie
(mt : 23-9)
Homme du match :
Points marqués :
 Galles
- 4 essais : Quinnell 29e
Bateman 52e
Howarth 69e
Williams 80e+1
- 3 transformations : Jenkins 52e, 69e, 80e+1
- 7 pénalités : Jenkins 7e, 16e, 19e, 24e, 24e, 37e, 43e

 Italie
- essai : Visser 58e
- transformation : Domínguez
- pénalités : Domínguez 12e, 33e
- drop : Domínguez 8e
- (carton jaune : L.Martin 2e mt)

Évolution du score : 3-0, 3-3, 3-6, 6-6, 9-6, 12-6, 15-6, 20-6, 20-9, 23-9, mt, 26-9, 33-9, 33-15, 40-16, 47-16
Arbitre : Iain Ramage 

## Troisième journée

### Angleterre - Galles
| 4 mars 2000 14:30 GMT | Angleterre | 46 - 12 (19-12) | Pays de Galles                                                                                 | Stade de Twickenham, Londres 73 500 spectateurs Arbitre : Jim Fleming |
| 4 mars 2000 14:30 GMT | Essai(s) : 5 Greening 31e, N.Back 52e, Hill 61e Dallaglio 69e, Ben Cohen 77e Transformation(s) : 3 Wilkinson 31e, 62e, 70e Pénalité(s) : 5 Wilkinson 2e, 16e, 21e, 40e, 46e |                 | Pénalité(s) : 3 N.Jenkins 14e, 18e, 37e Drop(s) : Jenkins 10e Carton(s) jaune(s) : Jenkins 47e | Stade de Twickenham, Londres 73 500 spectateurs Arbitre : Jim Fleming |
| 4 mars 2000 14:30 GMT | |                 |                                                                                                | Stade de Twickenham, Londres 73 500 spectateurs Arbitre : Jim Fleming |

### Irlande - Italie
| 4 mars 2000 16:00 GMT | Irlande | 60 - 13 (28-0) | Italie                                                                                 | Lansdowne Road, Dublin 40 000 spectateurs Arbitre : Derek Bevan |
| 4 mars 2000 16:00 GMT | Essai(s) : 6 Wood 8e, Horgan 19e, Dawson 36e O'Driscoll 61e, Dempsey 79e, Horgan 80e+1 Transformation(s) : 6 O'Gara Pénalité(s) : 6 O'Gara 4e, 14e, 26e, 40e, 43e, 57e |                | Essai(s) : De Rossi 73e Transformation(s) : Dominguez Pénalité(s) : Dominguez 48e, 50e | Lansdowne Road, Dublin 40 000 spectateurs Arbitre : Derek Bevan |
| 4 mars 2000 16:00 GMT | |                |                                                                                        | Lansdowne Road, Dublin 40 000 spectateurs Arbitre : Derek Bevan |

### Écosse - France
| 4 mars 2000 14:00 GMT | Écosse | 16 - 28 (6-10) | France | Murrayfield, Édimbourg 67 500 spectateurs Arbitre : Steve Lander |
| 4 mars 2000 14:00 GMT | Essai(s) : Nicol en 2e mt Transformation(s) : Paterson Pénalité(s) : 3 Logan en 1re mt Paterson 1 en 1re mt, 1 en 2e |                | Essai(s) : Castaignède 11e 2 Magne en 2e mt Transformation(s) : Merceron 11e, 1 en 2e mt Pénalité(s) : 3 Merceron 1 en 1re, 2 en 2e mt Carton(s) jaune(s) : Ntamack en 2e Daudé en 2e | Murrayfield, Édimbourg 67 500 spectateurs Arbitre : Steve Lander |
| 4 mars 2000 14:00 GMT | |                | | Murrayfield, Édimbourg 67 500 spectateurs Arbitre : Steve Lander |

## Quatrième journée

### Italie - Angleterre
| 18 mars : GMT+1 | Italie                                                                                                   | 12 - 59 (12-23) | Angleterre | Stade Flaminio, Rome 24 000 spectateurs Arbitre : Alan Lewis |
| 18 mars : GMT+1 | Essai(s) : 2 L.Martin 7e Stoica 21e Transformation(s) : 2 Dominguez Carton(s) jaune(s) : Checchinato 15e |                 | Essai(s) : 8 de pénalité 28e Dawson 36e Healey 46e, 48e, 54e B.Cohen 59e, 72e Transformation(s) : 4/8 Wilkinson 28e, 36e, 48e, 72e Pénalité(s) : Wilkinson 1re, 3e Drop(s) : Back 33e Carton(s) jaune(s) : Archer 20e | Stade Flaminio, Rome 24 000 spectateurs Arbitre : Alan Lewis |
| 18 mars : GMT+1 | |                 | | Stade Flaminio, Rome 24 000 spectateurs Arbitre : Alan Lewis |

### Galles - Écosse
| 18 mars 2000 : GMT | Pays de Galles                                                                                         | 26 - 18 (13-3) | Écosse | Millennium Stadium, Cardiff 72 500 spectateurs Arbitre : David McHugh |
| 18 mars 2000 : GMT | Essai(s) : S.Williams 37e, 63e Transformation(s) : 2 S.Jones Pénalité(s) : 4 S.Jones 8e, 40e, 48e, 54e |                | Essai(s) : Leslie 46e Townsend 77e Transformation(s) : Hodge 47e Pénalité(s) : Hodge 24e, 52e Carton(s) jaune(s) : Metcalfe | Millennium Stadium, Cardiff 72 500 spectateurs Arbitre : David McHugh |
| 18 mars 2000 : GMT | |                | | Millennium Stadium, Cardiff 72 500 spectateurs Arbitre : David McHugh |

### France - Irlande
| 19 mars 2000 14:00 GMT+1 | France | 25 - 27 (13-7) | Irlande | St-Denis 78 500 spectateurs Arbitre : Paul Honiss |
| 19 mars 2000 14:00 GMT+1 | Essai(s) : Laussucq 30e Transformation(s) : Merceron Pénalité(s) : 6 Merceron 2 en 1re mt et ?, 54e, ?, ? |                | Essai(s) : 3 O'Driscoll 23e, 58e, 74e Transformation(s) : 3 O'Gara 23e et 58e Humphreys 74e Pénalité(s) : 2 O'Gara Humphreys 78e Carton(s) jaune(s) : P.Johns 60e | St-Denis 78 500 spectateurs Arbitre : Paul Honiss |
| 19 mars 2000 14:00 GMT+1 | |                | | St-Denis 78 500 spectateurs Arbitre : Paul Honiss |

Le hat-trick de trois essais du jeune Brian O'Driscoll, 21 ans, permet à l'Irlande de dominer la France pour la première fois en dix-sept ans et surtout de gagner à Paris/St-Denis et ainsi de mettre fin à une série sans victoire en France depuis 1972 !

## Cinquième journée

### France - Italie
| 1er avril 2000 14 h 00 (GMT+2) | France | 42 - 31 (20-17) | Italie | Stade de France, St-Denis 70 000 spectateurs Arbitre : Pablo Deluca |
| 1er avril 2000 14 h 00 (GMT+2) | Essai(s) : 5 Penaud 26e, 66e Castaignède 35e Pelous 44e Benazzi 63e Transformation(s) : 4/5 Dourthe Pénalité(s) : 3 Dourthe 6e, 31e, 53e |                 | Essai(s) : 4 Martin 17e Troncon 28e, 82e Mazzucato 74e Transformation(s) : 4/4 Domínguez Drop(s) : (1/2) Domínguez 15e Carton(s) jaune(s) : Cristofoletto en 1re mt Carton(s) rouge(s) : Cristofoletto 62e | Stade de France, St-Denis 70 000 spectateurs Arbitre : Pablo Deluca |
| 1er avril 2000 14 h 00 (GMT+2) | |                 | | Stade de France, St-Denis 70 000 spectateurs Arbitre : Pablo Deluca |

### Irlande - Galles
| 1er avril 2000 | Irlande                                                                                  | 19 - 23 (6-10) | Pays de Galles                                                                                                | Lansdowne Road, Dublin 40 000 spectateurs Arbitre : Andrew Cole |
| 1er avril 2000 | Essai(s) : Horgan 55e Transformation(s) : O'Gara Pénalité(s) : 4 O'Gara 3e, 9e, 51e, 64e |                | Essai(s) : Budgett 19e S.Jones 46e Transformation(s) : (2) S.Jones Pénalité(s) : S.Jones 34e Jenkins 75e, 77e | Lansdowne Road, Dublin 40 000 spectateurs Arbitre : Andrew Cole |
| 1er avril 2000 |                                                                                          |                | | Lansdowne Road, Dublin 40 000 spectateurs Arbitre : Andrew Cole |

### Écosse - Angleterre
(mt : 9-10)
Homme du match :
Points marqués:

 Écosse
- 1 essai : Hodge 2e mt
- transformation : Hodge
- 4 pénalités : Hodge
- (carton jaune : Murray 20e)

 Angleterre
- 1 essai : Dallaglio 1re mt
- transformation : Wilkinson
- 2 pénalités : Wilkinson

Évolution du score :
3-0, 6-0, 6-7, 9-7, 9-10, mt, 9-13, 12-13, 19-13
Arbitre : Clayton Thomas 
Résumé
Le principal enjeu du match est la Calcutta Cup, mais également la triste cuillère de bois que doivent éviter les Écossais. Grâce à l'essai de Duncan Hodge et sa réussite au pied malgré la pluie, les Écossais battent les Anglais à Murrayfield remportant la Calcutta Cup.
C'est leur première victoire depuis celle de 1990 qui déjà empêcha leurs adversaires de remporter un Grand Chelem et leur permit de gagner leur troisième après ceux de 1925 et de 1984.
Composition des équipes
 Écosse

Titulaires : 15 Chris Paterson, 14 Craig Moir, 13 Gregor Townsend, 12 James McLaren, 11 Glenn Metcalfe, 10 Duncan Hodge, 9 Andy Nicol (cap.), 8 Martin Leslie, 7 Budge Pountney, 6 Jason White, 5 Richard Metcalfe, 4 Scott Murray, 3 Mattie Stewart, 2 Steve Brotherstone, 1 Tom Smith.
Remplaçants : 16 Gavin Scott, 17 Gordon McIlwham, 18 Stuart Grimes, 19 Stuart Reid, 20 Bryan Redpath, 21 Graham Shiel, 22 Alan Bulloch.
Entraîneur :  Ian McGeechan

 Angleterre

Titulaires : 15 Matt Perry, 14 Austin Healey, 13 Mike Tindall, 12 Mike Catt, 11 Ben Cohen, 10 Jonny Wilkinson, 9 Matt Dawson (cap.), 8 Lawrence Dallaglio, 7 Neil Back, 6 Richard Hill, 5 Simon Shaw, 4 Garath Archer, 3 Phil Vickery, 2 Phil Greening, 1 Jason Leonard

Remplaçants : 16 Neil McCarthy, 17 Trevor Woodman, 18 Martin Corry, 19 Joe Worsley, 20 Andy Gomarsall, 21 Alex King, 22 Iain Balshaw

Entraîneur :  Clive Woodward